# Josephspfennig
Das Gedankenexperiment vom Josephspfennig geht zurück auf den britischen Moralphilosophen, Geistlichen und Ökonomen Richard Price (1723–1791) und illustriert in der Zinsrechnung das im englischen Sprachraum als miracle of compound interest bekannte Wachstum eines über einen langen Zeitraum angelegten Vermögens durch Zinseszinsen.

## Ursprung
Richard Price berechnete in seiner Schrift An Appeal to the Public on the Subject of National Debt im Jahr 1772 die schwer vorstellbaren Beträge, welche durch die Annahme von über lange Zeit gleichbleibendem schrittweise exponentiellen Wachstum aufgrund von Zinseszinseffekten rechnerisch erhalten werden, anhand eines zu Christi Geburt angelegten Pennys:

“Money bearing compound interest increases at first slowly. But, the rate of increase being continually accelerated, it becomes in some time so rapid, as to mock all the powers of the imagination. – One penny, put out at our Saviour’s birth to 5 per cent, compound interest, would, before this time, have increased to a greater sum, than would be contained in a hundred and fifty millions of earths, all solid gold. But if put out to simple interest, it would, in the same time, have amounted to no more than seven shillings and four pence half-penny.”

„Geld, das Zinseszinsen trägt, wächst anfangs langsam; da sich aber die Rate des Wachstums fortwährend beschleunigt, wird sie nach einiger Zeit so rasch, daß sie jeder Einbildung spottet. Ein Penny, ausgeliehen bei der Geburt unsers Erlösers auf Zinseszinsen zu 5 %, würde schon jetzt zu einer größeren Summe herangewachsen sein, als enthalten wäre in 150 Millionen Erden, alle von gediegenem Gold. Aber ausgelegt auf einfache Zinsen, würde er in derselben Zeit nur angewachsen sein auf 7 sh. 4 ½ d.“

Im Anschluss schlug Price vor, die Regierung solle diesen Effekt nutzen, um ihre Finanzen zu verbessern.
Die von Price angewandte Zinsrechnung selbst war bereits den Babyloniern bekannt, ein mathematisch verwandtes Beispiel zur Illustration der Auswirkungen exponentiellen Wachstums ist die Weizenkornlegende Sissa ibn Dahirs.

## Kritik
Price berücksichtigte in seinen Überlegungen keine das Wachstum beschränkenden Randbedingungen, was ihm posthum diesen Spott (bzgl. seines Beispiels) im dritten Band des Kapitals einhandelte:

„Er macht den naiven Witz: ‚Man muß Geld borgen zu einfachen Zinsen, um es auf Zinzeszinsen zu vermehren.‘ […] Darnach wäre Pumpen überhaupt das sicherste Mittel der Bereicherung auch für Private. Aber wenn ich z. B. 100 Pfd.St. zu 5% jährlichem Zins aufnehme, habe ich Ende des Jahrs 5 Pfd.St. zu zahlen, und gesetzt, dieser Vorschuß daure 100 Millionen Jahre, so habe ich in der Zwischenzeit in jedem Jahr immer nur 100 Pfd.St. auszuleihen und ebenso in jedem Jahre 5 Pfd.St. zu zahlen. Ich komme durch diesen Prozeß nie dazu, 105 Pfd.St. auszuleihen, dadurch, daß ich 100 Pfd.St. aufnehme. Und wovon soll ich die 5% zahlen? Durch neue Anleihen, oder wenn ich der Staat bin, durch Steuern.“

## Josephspfennig und ähnliche Gedankenexperimente in der Literatur
Als Beispiel zur Zinseszinsrechnung hat dieses Gedankenexperiment Eingang in die Lehrbuchliteratur gefunden, so zum Beispiel im Handbuch der Mathematik von 1879, herausgegeben von Oskar Schlömilch, und in dem 2003 erschienenen Lehrbuch Analysis für Fachoberschulen von Karl-Heinz Pfeffer.
Im Theaterstück Die Partisanen Gottes. Brakteatenspiel greift Heinrich Malzkorn Ende der 1950er Jahre die Rechnung als Negativbeispiel auf. Am Vorabend der Französischen Revolution diskutieren die Figuren einige vorausdenkende spätantike und insbesondere hochgotische Geldsysteme, nämlich die im Zusatz zum Titel genannten Brakteaten. Die entscheidende Rede führt ein gegenüber der Amtskirche dissidenter Priester mit Blick auf die durch den Jesuspfennig finanziell und hier auch moralisch ausgelöste Schuld.
Im Roman Eine Billion Dollar von Andreas Eschbach erbt der Protagonist, ein junger Amerikaner italienischer Abstammung, 1995 ein Vermögen, das einer seiner Vorfahren 500 Jahre zuvor angelegt hatte. Mit der Verwaltung war eine Anwaltsfamilie betraut, die das Vermögen über Generationen betreut hat.
Im Kinderbuch Der satanarchäolügenialkohöllische Wunschpunsch berechnet die Geldhexe, welchen Wert ein Josephspfennig bei 6 % Zinsen heute hätte, um sich geistig abzulenken.